# Christina Aguilera: In Concert Tour
Christina Aguilera: In Concert Tour fue la primera gira de la cantante de pop estadounidense Christina Aguilera. El tour fue realizado en Norteamérica, en apoyo de su álbum lanzado en 1999, Christina Aguilera. La gira comenzó el 1 de julio de 2000 en Hollandy finalizó en enero de 2001 en Japón. El tour tuvo ingresos de 31.5 millones de dólares en Norteamérica y estuvo bajo el patrocinio de las marcas comerciales Sears, Levis, J-Wave y Pioneer.

## Historia
El Tour tuvo como patrocinador a la marca Americana, Sears, y Levi's. Cuando fue anunciado, Aguilera estaba promocionando "I Turn to You", el tercer sencillo de su álbum debut; y en fase de la producción de su segundo álbum, Mi reflejo. Al mismo tiempo, Aguilera empezó a utilizar ropa más relevante y empezó a ponerse diferentes colores en su cabello, dándole más imagen de la estrella pop que es. 
La exitosa cantante presentó durante su Tour dos canciones fuera de su material discográfico llamadas "All Right Now" y "At Last", de su cantante favorita, Etta James. El grupo Destiny's Child estuvo a cargo el opening en ciertos shows, luego más artistas se unieron a este.

## Teloneros
| - Destiny's Child (América del Norte) (solo en algunas fechas) - The Moffats (América del Norte) (solo en algunas fechas) - soulDecision (América del Norte) (solo en algunas fechas) - Sygnature (América del Norte) (solo en algunas fechas) - mytown (América del Norte) (solo en algunas fechas) | - McMaster & James (América del Norte) (solo en algunas fechas) - Alecia Elliott (América del Norte) (solo en algunas fechas) - Before Dark (América del Norte) (solo en algunas fechas) - Faze 4 (América del Norte) (solo en algunas fechas) - Son Miserables (Panamá) |

## Lista de canciones
1. "Arabian Dance" (Baile introducción)
2. "Genie In A Bottle"
3. "Somebody's Somebody"
4. "So Emotional"
5. "Don't Make Me Love You (Til' I'm Ready)"
6. "I Turn To You"
7. "When You Put Your Hands On Me"
8. "At Last"
9. "DJ Mix Remix" (interludio instrumental)
10. "All Right Now"
11. "Love For All Seasons"
12. "Come On Over Baby (All I Want Is You)" (contiene elementos de Got to be Real)
13. "What a Girl Wants"

- Referencia[2]

## Fechas
| Fecha                    | Ciudad              | País           | Sede                               |
| ------------------------ | ------------------- | -------------- | ---------------------------------- |
| América del Norte        |                     |                |                                    |
| 1 de julio de 2000       | Milwaukee           | Estados Unidos | Marcus Amphitheater                |
| 2 de julio de 2000       | Sioux Falls         | Estados Unidos | Sioux Empire Fairgrounds           |
| 4 de julio de 2000       | Merrillville        | Estados Unidos | Star Plaza Theatre                 |
| 5 de julio de 2000       | Traverse City       | Estados Unidos | National Cherry Festival           |
| 7 de julio de 2000       | Toronto             | Canadá         | Air Canada Centre                  |
| 8 de julio de 2000       | Montreal            | Canadá         | Centre Bell                        |
| 10 de julio de 2000      | Ottawa              | Canadá         | Canadian Tire Centre               |
| 13 de julio de 2000      | Winnipeg            | Canadá         | Winnipeg Arena                     |
| 14 de julio de 2000      | Saskatoon           | Canadá         | Saskatchewan Place                 |
| 16 de julio de 2000      | Edmonton            | Canadá         | Skyreach Centre                    |
| 17 de julio de 2000      | Calgary             | Canadá         | Scotiabank Saddledome              |
| 19 de julio de 2000      | Vancouver           | Canadá         | Rogers Arena                       |
| 26 de julio de 2000      | Paso Robles         | Estados Unidos | California Mid-State Fair          |
| 28 de julio de 2000      | Billings            | Estados Unidos | MetraPark Arena                    |
| 29 de julio de 2000      | Minot               | Estados Unidos | North Dakota State Fair            |
| 31 de julio de 2000      | Bonner Springs      | Estados Unidos | Sandstone Amphitheater             |
| 1 de agosto de 2000      | Maryland            | Estados Unidos | Riverpot Amphitheater              |
| 3 de agosto de 2000      | Kearney             | Estados Unidos | Buffalo County Fair                |
| 4 de agosto de 2000      | Omaha               | Estados Unidos | Douglas County Fair                |
| 6 de agosto de 2000      | Noblesville         | Estados Unidos | Deer Creek Music Center            |
| 7 de agosto de 2000      | Antioch             | Estados Unidos | AmSouth Amphitheatre               |
| 10 de agosto de 2000     | Des Moines          | Estados Unidos | Iowa State Fair                    |
| 11 de agosto de 2000     | Springfield         | Estados Unidos | Illinois State Fair                |
| 13 de agosto de 2000     | Sedalia             | Estados Unidos | Missouri State Fair                |
| 15 de agosto de 2000     | Midland             | Estados Unidos | Midland County Fair                |
| 16 de agosto de 2000     | Columbus            | Estados Unidos | Ohio State Fair                    |
| 19 de agosto de 2000     | Chicago             | Estados Unidos | United Center                      |
| 21 de agosto de 2000     | Cincinnati          | Estados Unidos | Riverbend Music Center             |
| 23 de agosto de 2000     | Cleveland           | Estados Unidos | Gund Arena                         |
| 24 de agosto de 2000     | Clarkston           | Estados Unidos | Pine Knob Music Theatre            |
| 26 de agosto de 2000     | Burgettstown        | Estados Unidos | Post-Gazette Pavilion              |
| 28 de agosto de 2000     | St. Paul            | Estados Unidos | Minnesota State Fair               |
| 30 de agosto de 2000     | Darien Lake         | Estados Unidos | Darien Lake Performing Arts Center |
| 31 de agosto de 2000     | Essex Junction      | Estados Unidos | Champlain Valley Expo              |
| 1 de septiembre de 2000  | Hartford            | Estados Unidos | Meadows Music Theatre              |
| 3 de septiembre de 2000  | Syracuse            | Estados Unidos | Great New York State Fair          |
| 6 de septiembre de 2000  | Holmdel Township    | Estados Unidos | PNC Bank Arts Center               |
| 8 de septiembre de 2000  | Wantagh, New York   | Estados Unidos | Jones Beach Amphitheater           |
| 9 de septiembre de 2000  | Mansfield           | Estados Unidos | Tweeter Center                     |
| 11 de septiembre de 2000 | Virginia Beach      | Estados Unidos | GTE Virginia Beach Amphitheater    |
| 15 de septiembre de 2000 | Camden, New Jersey  | Estados Unidos | Blockbuster 3 Sony E-center        |
| 16 de septiembre de 2000 | Columbia (Maryland) | Estados Unidos | Merriweather Post Pavilion         |
| 18 de septiembre de 2000 | Charlotte           | Estados Unidos | Blockbuster Pavilion               |
| 19 de septiembre de 2000 | Raleigh             | Estados Unidos | Alltel Pavilion                    |
| 20 de septiembre de 2000 | Atlanta             | Estados Unidos | Lawewood Amphitheater              |
| 22 de septiembre de 2000 | Orlando             | Estados Unidos | TD Waterhouse Centre               |
| 23 de septiembre de 2000 | Tampa               | Estados Unidos | Ice Palace                         |
| 25 de septiembre de 2000 | West Palm Beach     | Estados Unidos | Mars Music Amphitheater            |
| 27 de septiembre de 2000 | New Orleans         | Estados Unidos | New Orleans Arena                  |
| 28 de septiembre de 2000 | Dallas              | Estados Unidos | Reunion Arena                      |
| 2 de octubre de 2000     | Denver              | Estados Unidos | Pepsi Center                       |
| 3 de octubre de 2000     | Salt Lake City      | Estados Unidos | Delta Center                       |
| 5 de octubre de 2000     | Seattle             | Estados Unidos | KeyArena                           |
| 6 de octubre de 2000     | Portland            | Estados Unidos | Veterans Memorial Coliseum         |
| 8 de octubre de 2000     | Mountain View       | Estados Unidos | Shoreline Amphitheatre             |
| 10 de octubre de 2000    | Marysville          | Estados Unidos | Sacramento Valley Amphitheater     |
| 11 de octubre de 2000    | Irvine              | Estados Unidos | Verizon Wireless Amphitheatre      |
| 13 de octubre de 2000    | Chula Vista         | Estados Unidos | Coors Amphitheatre                 |
| 14 de octubre de 2000    | Anaheim             | Estados Unidos | Honda Center                       |
| 15 de octubre de 2000    | Phoenix             | Estados Unidos | Talking Stick Resort Arena         |

## Banda
- Michael Anderson - bass
- Alex Alessandroni - keyboards
- Bryan - keyboards
- JJ - keyboards
- DJ George - DJ
- Raphiel - keyboards
- Ezquiel Alara - keyboards
- Dans Sistos - viola
- Teddy Campbell - drums
- Kay Chann - Programador
- Latonya Holumas - Corista
- Elizabeth Quintones - Corista
- Diane Gordon - Corista
- Yvinn Patrick - Corista

## Bailarines
- Buddy
- Jorge Santos
- Roman
- Nancy
- Kayla
- Robert Vinson
- Joshuah Michael
- Robin
- Evan
- Lisa
- Nick Aragon
- Jermaine Browne
- George Mynett
- Steban